# ハリエット・ハーマン
ハリエット・ルース・ハーマン（Harriet Ruth Harman 1950年7月30日 - ）は、イギリス労働党の政治家。2007年から2015年まで労働党の副党首を務め、その間に党首臨時代理を2回務めたほか、庶民院院内総務、王璽尚書、女性・平等担当大臣を歴任した。ラディカル・フェミニストとしても知られている。

## 来歴

### 庶民院議員に
1950年、ロンドンに生まれる。セントポールズ・ガールズ・スクールを経てヨーク大学で政治学を専攻。1982年10月28日に行われた補欠選挙で、ペッカム選挙区から出馬し、3931票の得票差をつけて初当選を果たした。1984年には労働党の社会保障スポークスウーマンとしてフロントベンチに座り、1987年には保健担当スポークスウーマンを務めた。1992年の総選挙後は、影の財務省主席担当官として影の内閣の一員となった。その後、影の雇用担当大臣（1994年 - 1995年）、影の保健大臣（1995年 - 1996年） 、影の社会保障大臣 （1996年 - 1997年）を務める。

### 閣僚入り
1997年の総選挙で労働党が勝利すると、ハーマンは社会保障担当大臣として入閣を果たした。彼女はここで福祉制度の再編を担ったが、1998年の内閣改造で更迭されてしまう。デイリー・メール紙によれば、この更迭はフランク・リード政務次官との不仲が原因であるという。2001年の総選挙後は、女性としては初の法務次官に任命された。
政府の一員として彼女はトニー・ブレア政権を支え、ほとんどの投票行動で党の方針に従ったが、イラク戦争には一貫して反対し続けた。

### 副党首就任
副党首ジョン・プレスコットが党首トニー・ブレアと共に辞任することが明らかになると、ハーマンは副党首選挙に出馬することを表明した。ハーマンには有力な労組の支援が期待できなかったため、副党首選挙に必要な軍資金を調達するために、総額£50,000ものローンを組んだ。しかし、寄付金やローンの報告が遅れたため、選挙管理委員会から選挙規約違反の疑いを問われる場面もあった。選挙は6人が立候補する乱戦となったが、2007年6月24日、ハーマンは選挙を制し、労働党の新副党首に就任した。
選挙は5ラウンドに渡って行われたが、ハーマンが1位となったのは決選投票の最終5ラウンド目のみで、2 - 4ラウンド目はアラン・ジョンソンが制していた。ハーマンの勝因は一般党員票を多く獲得したことや、4ラウンド目に敗退したジョン・クルダスの支持者がハーマンに流れたことであり、これが得票率50.43%という僅差での勝利につながった。

### ブラウン政権時代
ハーマンは熱心なブラウン派議員として知られ、1980年代以降ゴードン・ブラウンとは非常に親しい関係にある。ゴードン・ブラウン内閣では王璽尚書、庶民院院内総務（労働党副党首、幹事長も兼任）、女性・平等担当大臣に任命されており、5つの役職を兼任することとなった。
2007年の労働党党大会では、保守党を痛烈に非難し、次の選挙では競争相手にすらならないだろうと喝破した
。2008年4月2日には、ルーマニアでのNATOの会議に参加しているブラウン首相の代理としてPMQ's（Prime Minister's Questions 首相答弁）の場に立ち、労働党の女性としては初めてPMQ'sに応じた議員となった。7月9日にも洞爺湖サミットに参加しているブラウン首相の代理として、PQM'sに応じている。
2008年4月、彼女のブログがハッキングされ、ハーマンが保守党に入党していたという記述が書き加えられた。しかし、彼女はスカイ・ニュースのインタビューでユーザーネームとパスワードに、自分の名である「ハリエット」と「ハーマン」を使用していたことを認め、セキュリティの甘さを晒す結果になった。
2010年5月6日の総選挙において労働党は敗北し野党に転落。ブラウンの退陣に伴い5月11日に労働党党首代行、及び影の首相代行に就任した。その後2010年の党首選で エド・ミリバンドが党首に選出されたが、その後も副党首を務めた。
2015年5月8日の総選挙にで労働党が再度敗北してエド・ミリバンドが引責辞任したため、再び党首代行となった。党首代行となった際に、新党首が選出された後に副党首を辞任すると表明している。

## 政治姿勢
彼女の初当選は、労働党が全体的に左傾していた1980年代初頭であり、ハーマン自身もかつては「オールドレイバー」的な政治家とみられていた。しかし、徐々に党近代化を進める「モダナイザー」と呼ばれるグループに寄り、最近では「やや左寄りのモダナイザー」という評価が定着している。
ラディカル・フェミニストとしても知られ、彼女の強硬なラディカル・フェミニズムを嫌う議員も多く、彼らからはハリエット・ハーパーソン（ラディカル・フェミニストが嫌う性別を特定する表記を避け、彼女の姓 Harman を Harperson に変えている）と揶揄されることがある。

## スキャンダル
物議を醸す発言や行動が、メディアにより度々取り上げられている。
2010年の労働党大会で、スコットランド大臣のダニー・アレクサンダーに対して差別的な表現(”ginger rodent“ 赤毛ネズミの意)を使用し、スコットランド国民党から「反スコットランド的であり、極めて愚かな発言」と抗議を受け、後日発言の撤回に追い込まれた。

## 家系
ハーマンの家系は、政治的・文化的に重要な閨閥に連なっている。彼女の父、ジョン・B・ハーマンは、ヴィクトリア女王や初代ウェリントン公爵アーサー・ウェルズリーの伝記作家として知られる、7代ロングフォード伯爵夫人エリザベス・パケンハム(旧姓ハーマン)の兄弟である。エリザベスの夫は、弁護士の7代ロングフォード伯爵フランシス・パケンハムで、2人の間に生まれた、作家の8代ロングフォード伯爵トーマス・パケンハム、レイチェル・ビリントン、歴史作家で著名なアントニア・フレイザーはハーマンの従姉に当たる。アントニア・フレイザーは政治家のヒュー・フレイザーと結婚し、フローラ・フレイザーを生んだが離婚。のちにノーベル文学賞受賞作家のハロルド・ピンターと再婚している。娘フローラも伝記作家で活動中である。
さらに、ハーマンの曽祖父アーサー・チェンバレンは、政治家ジョゼフ・チェンバレンの兄弟で、曾祖母ルイーズの従姉妹ハリエットは、ジョゼフ・チェンバレンと結婚してオースティン・チェンバレン（蔵相・外相）を生んだ。ジョゼフ・チェンバレンはハリエットの死後、ルイーズの姉妹・フローレンスと再婚し、ネヴィル・チェンバレン（首相）を生んでいる。
1982年に結婚した夫ジャック・ドロミーは、輸送・一般労組（T&G）という有力労働組合の副組合長や労働党の財務担当官を経て、2010年に庶民院議員に初当選したが、議員在職中の2022年に死去した。ジャックはゴードン・ブラウンとも近い関係にあった。

## 著書
- Sex Discrimination in Schools: How to Fight it by Harriet Harman, 1978, Civil Liberties Trust ISBN 0-901108-73-1
- Justice Deserted: Subversion of the Jury by Harriet Harman et al, 1979, Civil Liberties Trust ISBN 0-901108-79-0
- Violence Against Social Workers: The Implications for Practice by Dan Norris, foreword by Harriet Harman, Jessica Kingsley Publishers ISBN 1-85302-041-9
- The Family Way: A New Approach to Policy Making by Harriet Harman et al, 1990, Institute for Public Policy Research ISBN 1-872452-15-9
- The Century Gap: 20th Century Man/21st Century Woman by Harriet Harman, 1993, Vermilion ISBN 0-09-177819-0
- Winning for Women by Harriet Harman and Deborah Mattinson, 2000, Fabian Society ISBN 0-7163-0596-8
- Women with Attitude by Susan Vinnicombe, John Bank, foreword by Harriet Harman, 2002, Routledge ISBN 0-415-28742-1